# 니시 18초메역
니시 18초메 역(일본어: 西18丁目駅)은 일본 홋카이도 삿포로시 주오구에 위치한 삿포로 시영 지하철의 역이다. 역 번호는 T07이다.

## 역 구조
상대식 승강장 2면 2선의 지하역이다. 방향별로 개찰구가 달라서 엘리베이터도 각각 설치되어 있다. 지상으로 연결되는 엘리베이터는 3곳이 있는데, 1번 출입구 옆과 4번 출입구 그리고 6번 출입구에 설치되어 있으며 본 역은 원래 5번 출입구까지 있었지만, 메디케어 센터 빌딩이 건설된 후 6번 출입구가 4,5번 출입구의 중간 지점에 설치되었다.

### 타는 곳
| 1 | 도자이 선 | 오도리・시로이시・신삿포로 방면 |
| 2 | 도자이 선 | 고토니・미야노사와 방면         |

## 이용 현황
삿포로 시 교통국의 조사에 따르면 2015년도 1일 평균 승차 인원은 15,505명이다.
최근 1일 평균 승차 인원의 추이는 다음과 같다.
| 연도 | 1일 평균 승차 인원 |
| ---- | ------------------ |
| 2009 | 13,141             |
| 2010 | 13,342             |
| 2011 | 13,457             |
| 2012 | 14,059             |
| 2013 | 14,583             |
| 2014 | 15,024             |
| 2015 | 15,505             |

## 역 주변
인근에는 의료 시설이 많다.
- 삿포로 시 보건소
- 삿포로 시 여성 센터
- 삿포로 의과 대학・삿포로 의과 대학 부속 병원
- 삿포로 시 의사회 야간 응급 센터
- NTT동일본 삿포로 병원
- 나카무라 기념 병원
- 홋카이도 경찰 주오 경찰서 기타1조니시 파출소
- 삿포로 관구 기상대
- 삿포로 미나미1조니시 우체국
- 호쿠요 은행 삿포로니시 지점 삿포로 의대 병원 출장소
- 홋카이 도립 근대 미술관
  - 홋카이 도립 미기시코타로 미술관
- 혼간지 삿포로 별원
- 삿포로 시덴 이치조 선, 야마하나 선 니시 15초메 역

## 역사
- 1976년 6월 10일: 고토니 ~ 시로이시 역간 개통에 따라 영업 개시.
- 2008년 12월 26일: 스크린도어 사용 개시[1].

## 사진

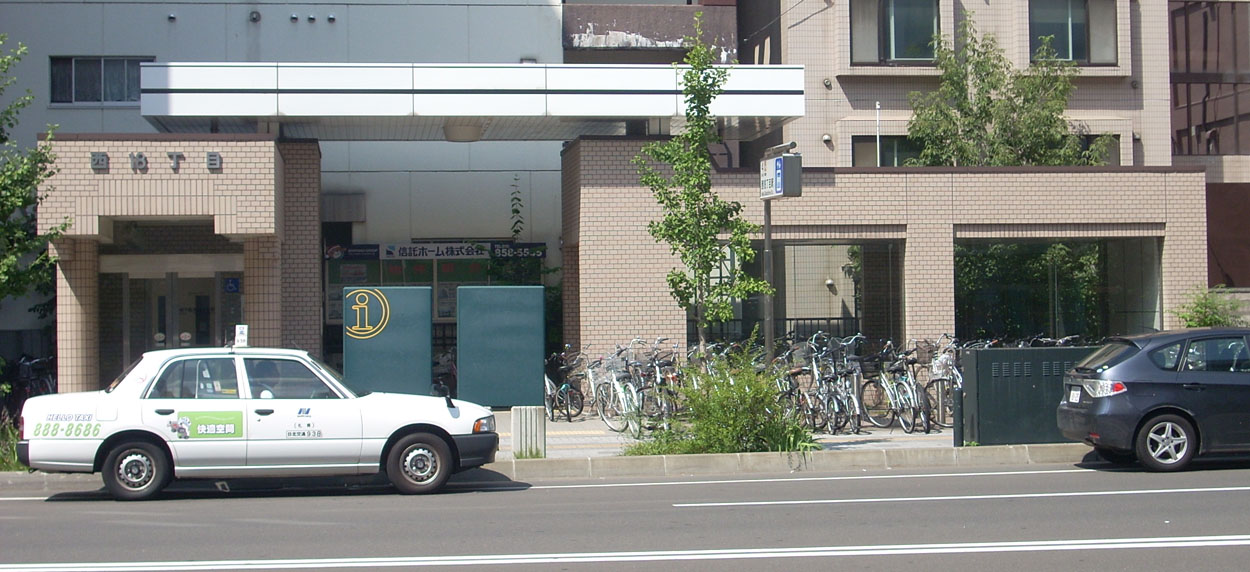
4번 출입구
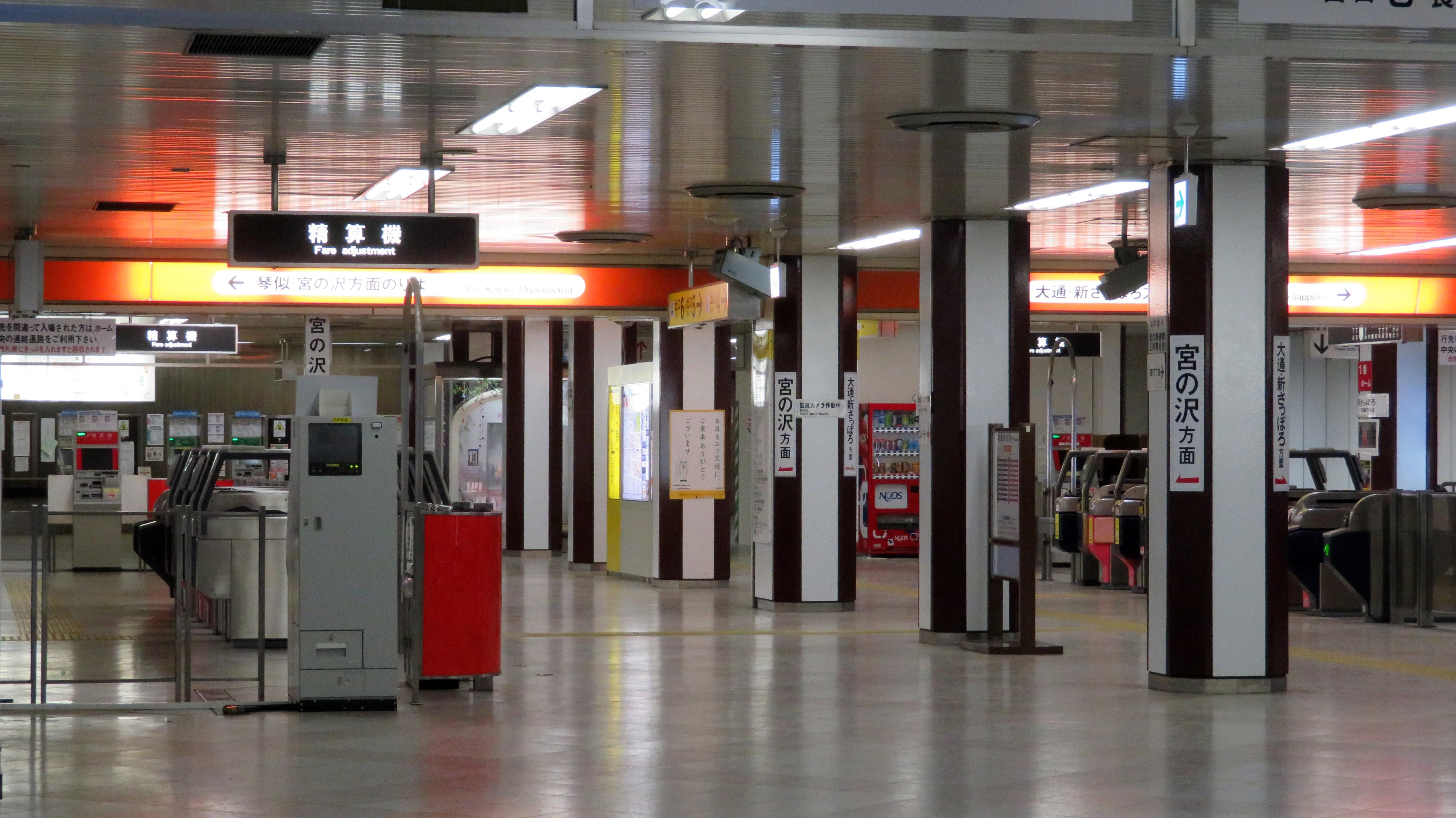
개찰구

## 인접역
| 삿포로 시 교통국 지하철 도자이 선 | 삿포로 시 교통국 지하철 도자이 선 | 삿포로 시 교통국 지하철 도자이 선 |
| --------------------------------- | --------------------------------- | --------------------------------- |
| T06 마루야마코엔 미야노사와 방면  | ● 도자이 선                       | T08 니시 11초메 신삿포로 방면     |